# C/1991 L3 Levy
La cometa Levy 1, formalmente C/1991 L3 (Levy), è una cometa scoperta il 14 giugno 1991 dall'astrofilo canadese David H. Levy, la prima da lui scoperta. Sebbene la cometa sia periodica, ancora non reca la denominazione P/, che le sarà assegnata, con la denominazione definitiva, al prossimo passaggio al perielio.
Caratteristiche peculiari di questa cometa sono il periodo di circa 50 anni che la inserisce nel gruppo delle Halleidi, ossia delle comete con periodi orbitali dell'ordine delle decine di anni come quello della cometa di Halley e la piccola MOID che ha fatto ipotizzare la possibile esistenza di uno sciame meteorico con radiante nei pressi della stella β Indi.